# Maguilla
Maguilla è un comune spagnolo di 1 117 abitanti situato nella comunità autonoma dell'Estremadura.